# Jacquotte Delahaye
Jacquotte Delahaye, död efter år 1656, var en buckanjär, en pirat, som ska ha levt i Karibien under 1600-talet. Hon förde befälet över ett band på hundratals pirater och är föremål för många legender. 
Jaquotte Delahaye ska ha varit född på Haiti som dotter till en fransk far och en haitisk mor.  
Enligt legenden blev hon pirat för att hämnas mordet på sin far. För att undvika sina förföljare iscensatte hon sin egen död och levde som man under flera år. Då hon lade av sig sin manliga identitet blev hon omtalad som den som återvänt från de döda, och fick smeknamnet "Back from the dead red", på grund av sitt röda hår.  
År 1656 erövrade hon en liten ö som formellt tillhörde Spanien, och som döptes till "freebooter republic". Delahaye ska ha dött då hon försvarade denna piratrepublik.
Det finns inga bevis för att Delahaye faktiskt existerat. Den förste att skriva om henne är Leon Treich, en fransk författare på 1940-talet.